# Solidarne, Kahovka
Solidarne (în ucraineană Солідарне) este un sat în comuna Tavrîceanka din raionul Kahovka, regiunea Herson, Ucraina.

## Demografie
Componența lingvistică a localității Solidarne
     Ucraineană (89,03%)
     Rusă (5,16%)
     Română (5,16%)
Conform recensământului din 2001, majoritatea populației localității Solidarne era vorbitoare de ucraineană (89,03%), existând în minoritate și vorbitori de rusă (5,16%) și română (5,16%).